# Hoek van Holland
Hoek van Holland – miejscowość w gminie Rotterdam, położona nad Morzem Północnym przy wyjściu z kanału Nieuwe Waterweg prowadzącego do Portu  Rotterdam.

## Historia
Pierwsze osiedle, założone w roku 1864, pojawiło się w tym miejscu podczas przekopywania kanału Nieuwe Waterweg jako miejsce zamieszkania robotników oraz personelu zaangażowanego przy budowie. Początkowo Hoek van Holland był częścią gminy 's-Gravenzande. Starania o uzyskanie statusu niezależnej gminy nie zakończyły się sukcesem i 1 stycznia 1914 Hoek van Holland został włączony do gminy Rotterdam z Radą Dzielnicy jako lokalnym ośrodkiem władzy. Od końca I wojny światowej Hoek van Holland rozwijał się jako nadmorski kurort. Podczas drugiej wojny światowej niemal całkowicie zniszczony i zamieniony w twierdzę. Po wojnie odzyskał znaczenie jako ośrodek nadmorski. W latach 70. XX wieku przy pogłębianiu portu w Rotterdamie w pobliżu miejscowości zdeponowano 19 mln m³ ziemi, tworząc nowy obszar, tzw. trójkąt Dixhorna.

## Transport
Dojazd do Hoek van Holland zapewniają pociągi holenderskich kolei NS – Sprinter, kursujące co pół godziny. W 2017 przebudowano linię kolejową na linię metra i planowano włączenie jej w system rotterdamskiego metra. W latach 70. i 80. XX w. Hoek van Holland miał regularne codzienne połączenia kolejowe z Warszawą – Express Warszawa-Hoek. Od 1983 roku regularnie kursuje prom pasażersko-towarowy linii Stena Line do Harwich w Anglii, a obecnie także prom towarowy do North Killingholme. Istnieje również połączenie szybkim promem z Rotterdamem.

## Turystyka
Atrakcje to: molo o długości 4,5 km (częściowo otwarte dla turystów) i poniemieckie schrony z czasów II wojny światowej, które strzegły wejścia do portu w Rotterdamie. W jednym z nich znajduje się Atlantikwall Museum, w którym zebrano okoliczne znaleziska, upamiętniające toczące się w tym miejscu walki podczas II wojny światowej.